# Hysteri
Hysteri (græsk: hysteraos = livmoder) er et ældre medicinsk begreb, benyttet for at beskrive dramatiske adfærdsmæssige reaktioner eller kropsplager, ofte forbundet med stærke, synlige og tilsyneladende ukontrollerbare følelser. Ved de såkaldte "hysteriske neuroser" forelå der smerter, lammelser eller kramper uden nogen påviselig legemlig sygdom. Ved hysteriske personlighedsforstyrrelser fremviste personen en dramatisk, opmærksomhedssøgende og ofte teatralsk væremåde. 

## Historie
Hysteri er en af de ældste lidelser beskrevet i den medicinske historie. Den omtales først i egyptiske papyrusruller og senere hos Hippokrates og Platon.  I antikken mente man, at hysteri skyldtes en "vandrende livmoder", hvoraf navnet. Kvinder med diagnosen har fået fjernet livmoder eller ovarier, og i nogle tilfælde klitoris. 
I 1700-tallet var man derimod kommet til, at lidelsen udsprang af nervesystemet. I 1800-tallet fik den stor omtale, takket være neurologen Jean-Martin Charcots studier og senere gennem Sigmund Freuds arbejde. Charcot søgte at behandle sine patienter med hypnose, mens Freud kom til, at hysteri ikke er en medicinsk sygdom, men derimod en psykologisk reaktion på psykiske traumer, som derved omdannes til kropslige symptomer. Freud anså tilstanden som bundende i ubevidste konflikter, patienten ikke fandt nogen løsning på. Hysteri blev især forbundet med kvinder, men som diagnose anvendt om både kvinder og mænd; og under første verdenskrig fandt man et lignende symptombillede hos mange soldater, der havde pådraget sig granatchok ved fronten.  Af journaler fra Gaustad sindssygehus i Oslo fremgår, at omkring 25 % af de diagnosticerede i en bestemt periode var mænd. Hos flere af dem var diagnosen knyttet til homoseksuel praksis og en afvigende kønsidentitet. Symptomerne var mangeartede, såsom kramper, lammelser, store smerter, teatralsk oppførsel, synsforstyrrelser, hovedpine, klump i halsen, følelsesløse partier i huden eller overfølsomhed og stigmata. Enkelte så syner eller led af vrangforestillinger. Mange af datidens mænd fik diagnosen "nevrasteni", som var en form for udmattelsestilstand; mænd fik også i større grad diagnosen hypokondri. 
Hysteriets guldalder var årene 1870-1915. Onani blev fra starten af 1700-tallet og frem til omkring 1920 anset som årsag til en række alvorlige og endog dødelige tilstande; dertil blev onani betragtet som en vigtig del af hysteriets oprindelse. Paul Winge i Det medisinske selskab udtalte i 1890, at "vi Nordmænd, og kanske i det hele Germanere, var mindre modtagelige for Hysteriens alvorligste Former." Dette i kontrast til Charcots Paris, hvor man ifølge Winge fandt "Udklækningssteder for alle mulige Sygdomme, og paa Salpetrièren havde man samlet et Museum af Hysteri, hvortil de Syge søgte hen for at raadspørge den verdensberømte Læge." Bjørnstjerne Bjørnson boede på den tid også i Paris, og overværede sammen med Max Nordau nogle af Charcots forelæsninger på Salpetrière-sygehuset. Nordau omtalte i sin nekrolog over Bjørnson deres "intense samtaler om hysteri og hypnose". I dag er symptombilledet omdøbt til "konversionsforstyrrelser", "PTSD", "anoreksi", "borderline" og "ADHD". 